# Enrico Tamanini
Enrico Tamanini (Vigolo Vattaro, 22 luglio 1883 – Trento, 16 gennaio 1972) è stato un politico italiano.

## Biografia
Già consigliere comunale di Rovereto nel biennio 1922-1923, fu eletto alla Camera dei deputati del Regno d'Italia durante la XXVI legislatura come rappresentante del Partito Popolare Italiano.
Abilitato all'insegnamento di storia, geografia, letteratura italiana e lingua francese, dedicò l'intera vita a svolgere la professione di docente presso istituti superiori di Rovereto, Milano, Merano e Como.
Dal 1945 al 1950 fu preside dell'Istituto tecnico comunale Caio Plinio di Como e dal 1950 al 1953 dell'Istituto tecnico Antonio Tambosi di Trento. Cessata l'attività lavorativa si dedicò, per passione, allo studio della storia locale.
Dal 1920 fu socio ordinario dell'Accademia Roveretana degli Agiati nonché tra i fondatori nel 1919 della Società per gli studi trentini.